# François Doumergue
Pour les articles homonymes, voir Doumergue.
 (août 2016).
Si vous disposez d'ouvrages ou d'articles de référence ou si vous connaissez des sites web de qualité traitant du thème abordé ici, merci de compléter l'article en donnant les références utiles à sa vérifiabilité et en les liant à la section « Notes et références ».
François Doumergue, né le 11 mai 1858 à Carcassonne et mort le 23 décembre 1939 à Oran,, est un naturaliste, préhistorien, archéologue et conservateur de musée français.

## Biographie
Instituteur à Raissac-sur-Lampy, dans l'Aude, il publie une Contribution à la flore de Montolieu en 1885 en tant que membre de plusieurs sociétés botaniques dans un extrait de la revue Botanique, bulletin mensuel de la société française de botanique.
Il demande en 1886 un poste à Oran en Algérie où il deviendra professeur honoraire du lycée d'Oran. Naturaliste, il a consacré ses recherches à la faune et la flore de l’Oranie. Il s’est également intéressé à la préhistoire, la paléontologie et à la géologie de la région oranaise.
Il contribue à l'enrichissement de l'"Herbier général de Ptéridophytes" créé au XVIIIe siècle  et consultable à l'université de Montpellier.
François Doumergue fut président de 1912 à 1920 et de 1924 à 1928, de la Société de géographie et d'archéologie d'Oran.
En 1892, il entreprend avec Paul Pallary, les fouilles des grottes du Paléolithique et du Néolithique, notamment les grottes du Cuartel, de Kouchet El Djir et des carrières d'Eckmühl, dites abri Alain. Des traces humaines estimées à 100 000 ans ont été retrouvées. De nombreuses pièces archéologiques ont été récoltées. Certaines sont déposées au Musée national Zabana d'Oran. C'est le cas d'un bloc stratigraphique et une multitude d'outils : lissoirs, haches polies, lamelles, couteaux.
François Doumergue fut le directeur-conservateur du musée Demaeght d'Oran qui présentait au public des collections d'histoire naturelle, d'archéologie romaine et musulmane, d'ethnographie qu'avaient regroupées, auparavant par le commandant Demaeght.

## Publications
- Essai sur la faune erpétologique de l'Oranie, avec tableaux analytiques et des notions pour la détermination de tous les reptiles et batraciens du Maroc, de l'Algérie et de la Tunisie, éditions L. Fouque, Oran, 1901[7]
- Nouvelles contributions au préhistorique de la province d'Oran, éditions L. Fouque, Oran, 1906
- La Grotte préhistorique de la Forêt, à Oran, éditions L. Fouque, Oran, 1907
- Notice explicative de la carte géologique d'Oran, avec un historique et des observations de M. Doumergue, coécrit avec M. Ficheur, éditions L. Fouque, Oran, 1908